# Cryptocephalus obsoletus
Cryptocephalus obsoletus är en skalbaggsart som beskrevs av Ernst Friedrich Germar 1824. Cryptocephalus obsoletus ingår i släktet Cryptocephalus och familjen bladbaggar.

## Underarter
Arten delas in i följande underarter:
- C. o. obsoletus
- C. o. indistinctus